# XLR8R
XLR8R (prononcé « Accelerator » en anglais) est un magazine et site web américain, basé à San Francisco, en Californie,  traitant de musique, culture, mode et des technologies.

## Histoire
C'est à l'origine un fanzine fondé en 1993 par Andrew Smith, à Seattle. Le magazine possède maintenant deux bureaux : l'un à San Francisco, l'autre à New York.  Bien qu'initialement centré sur la musique électronique, il s'ouvre au fil des ans à des genres musicaux tels que le rock indépendant, le hip-hop ou le reggae, couvrant aussi les champs y afférents comme le mode de vie, l'art, la mode et les nouvelles technologies,.
XLR8R sort 10 numéro par an[Quand ?] et est distribué à l'international. Il propose aussi des hors-série dédiés aux technologies musicales, aux bilans de fin d'année, ainsi qu'une édition spéciale consacrée à la scène musicale d’une ville (Berlin, San Francisco, Los Angeles, Chicago, New York, et autres). Ses abonnés reçoivent Incite, une sélection musicale mensuelle, sur CD. Le magazine XLR8R est à l'origine du terme qui définit le dubstep, apparu dans les années 2000. 
Le magazine comporte plusieurs rubriques récurrentes : « Audiofile », 
succession de courts articles sur des musiciens prometteurs ; « Machines », dédiée aux nouvelles technologies (principalement des critiques de matériel et des conseils sur les techniques de composition et d'enregistrement) ; « Vis-Ed », portfolio de dessinateurs, photographes ou et stylistes émergents ; « Bitter Bastard », billet d'humeur sur divers sujets liés au monde de la musique. Chaque numéro comporte aussi des centaines de critiques d'albums, singles, compilations, livres et DVD.
En 2012, XLR8R est acquis par Buzz Media.

## Site web
Le site web xlr8r.com propose les dernières nouvelles en matière de musique et de culture, des vidéos, et des podcasts et autres MP3 téléchargeables gratuitement. En outre, il est possible d'accéder aux archives du magazine papier, disponibles gratuitement au format PDF.
En mars 2007, XLR8R inaugure XLR8R TV, une émission hebdomadaire sur la web TV Revision3 (en). Cette émission présente les musiciens, artistes et scènes locales mentionnés dans le magazine papier.